# Saison 1990-1991 du Football Club auscitain
La saison 1990-1991 du Football Club auscitain est la deuxième saison consécutive du club gersois dans l’élite du rugby français.
L'équipe évolue cette saison sous les ordres de l’entraîneur Jacques Brunel.
Auch atteint les huitièmes de finale du championnat pour la deuxième saison consécutive, battu cette fois-ci par le Racing et sa génération exceptionnelle emmenée par ses internationaux Franck Mesnel, Michel Tachdjian Jean-Baptiste Lafond, Philippe Guillard, Laurent Bénézech et Éric Blanc.
Le match aller à Auch qui gagnera la première manche 18-15 sera toutefois le sommet de la saison devant 10000 spectateurs au stade du Moulias.

## Phase de Brassage (16 poules de 5)
Auch termine en tête de sa poule en première phase avec 18 points soit 6 victoires en 6 matchs (seuls Colomiers, Dax et Grenoble réussiront la même performance)

### À domicile
- Auch-Tulle 36-6
- Auch-Saint-Girons 47-0
- Auch-Hagetmau 16-7

### À l’extérieur
- Tulle-Auch 9-18
- Saint-Girons-Auch 13-23
- Hagetmau-Auch 12-15

## Classement des 5 poules de 8
Auch termine 4e de son groupe avec 30 points soit 8 victoires pour 6 défaites et se qualifie pour les huitièmes de finale.
| Poule 1 - AS Béziers - Stade toulousain - FC Auch - Aviron bayonnais - RRC Nice - RC Chalon - CA Périgueux - US Romans              | Poule 2 - Biarritz olympique - RC Narbonne - RC Toulon - FC Grenoble - CO Le Creusot - FC Lourdes - Stade bordelais UC - FC Oloron                     | Poule 3 - CA Bègles-Bordeaux - RC Nîmes - CA Brive - USA Perpignan - US Colomiers - Stade ruthénois - US Montauban - US Bergerac |
| Poule 4 - Stadoceste tarbais - US Dax - Stade montois - SU Agen - Castres olympique - US Cognac - CS Bourgoin-Jallieu - SA Hagetmau | Poule 5 - Racing club de France - AS Montferrand - Montpellier RC - Stade montchaninois - Section paloise - SC Mazamet - Stade rochelais - US bressane | |

### À domicile
- Auch-Bayonne 9-6
- Auch-Béziers 10-25
- Auch-Nice 29-6
- Auch-Périgueux 21-13
- Auch-Chalon 18-9
- Auch-Toulouse 22-19 : un essai de Serge Milhas à la dernière minute permet la victoire du FC Auch.
- Auch-Romans 25-6

### À l’extérieur
- Bayonne-Auch 22-27
- Béziers-Auch 7-3
- Nice-Auch 3-10
- Périgueux-Auch 18-12
- Châlon-Auch 15-12
- Toulouse-Auch 19-6
- Romans-Auch 18-12

### 1/8ede finale
Les équipes dont le nom est en caractères gras sont qualifiées pour les quarts de finale.
| Équipe 1           | Équipe 2              | Match aller | Match retour |
| ------------------ | --------------------- | ----------- | ------------ |
| USA Perpignan      | AS Béziers            | 15-9        | 3-27         |
| Biarritz olympique | RC Nîmes              | 13-10       | 12-18        |
| Montpellier RC     | Stadoceste tarbais    | 18-9        | 3-18         |
| RC Toulon          | CA Bègles-Bordeaux    | 18-9        | 6-22         |
| Stade montois      | RC Narbonne           | 15-12       | 0-51         |
| CA Brive           | Stade toulousain      | 9-9         | 12-15        |
| US Dax             | AS Montferrand        | 9-15        | 38-22        |
| FC Auch            | Racing club de France | 18-15       | 3-43         |

L’essai du troisième ligne Pascal Daroles permet au FCA de décrocher une belle victoire au match aller devant 10000 spectateurs conquis mais l’espoir d’une qualification pour les quarts de finale s’envolera vite au match retour.

## Effectif
- Arrières : Vincent Deauze, Vincent Romulus et Philippe Mallet
- Ailiers : Serge Lauray, Stéphane Praderie, Joël Basso, Bernard Davasse et Patrick Courbin
- Centres : Christophe Dalgalarrondo, Roland Pujo, Christian Lauray, Pascal Ferreiro, Éric d'Halluin et Denis Frasez
- Ouvreurs : Frédéric Cazaux, Gilles Boué et Xavier Rieuneau
- Demis de mêlées : Serge Milhas
- Troisièmes lignes centre : Daniel de Ines, Jean-Pierre Dorique, et Pascal Darolles
- Troisièmes lignes ailes : Frantz Portecop, Alain Sabbadin, Jean-Louis Gaussens et Valéry Arnaud
- Deuxièmes lignes : Christophe Porcu, Jean-Pierre Escoffier et Joël Rocca
- Talonneurs : Patrick Cahuzac
- Piliers : Stéphane Graou, Patrick Pérusin et Michel Ramouneda